# Biserica Sfântul Mihail din Dražovce
Biserica Sfântul Mihail din Dražovce este un monument de arhitectură romanică din secolul al XI-lea. Lăcașul se află în perimetrul orașului Nitra.
Acest monument a fost reprezentat pe bancnota de 50 de coroane slovace, în circulație din 1993 până în 2008.